# Emblema nacional do Cuaite
O Emblema nacional do Cuaite (em árabe: شعار الكويت) foi aprovado em 1962 e consiste no escudo da bandeira sobreposto num falcão com asas abertas. O falcão suporta um disco contendo um navio (dhow), com o nome completo do estado escrito em árabe, na parte superior do disco.
O dhow é um símbolo da tradição marítima do país e também é encontrado nos emblemas do Catar e dos Emirados Árabes Unidos. O falcão é um símbolo dos descendentes da linhagem dos coraixitas, a que pertencia o profeta Maomé e é também encontrado em muitos brasões de armas da península Arábica.
O emblema substituiu um mais antigo, que consistia num falcão com duas bandeiras cruzadas.